# Klaus Krug

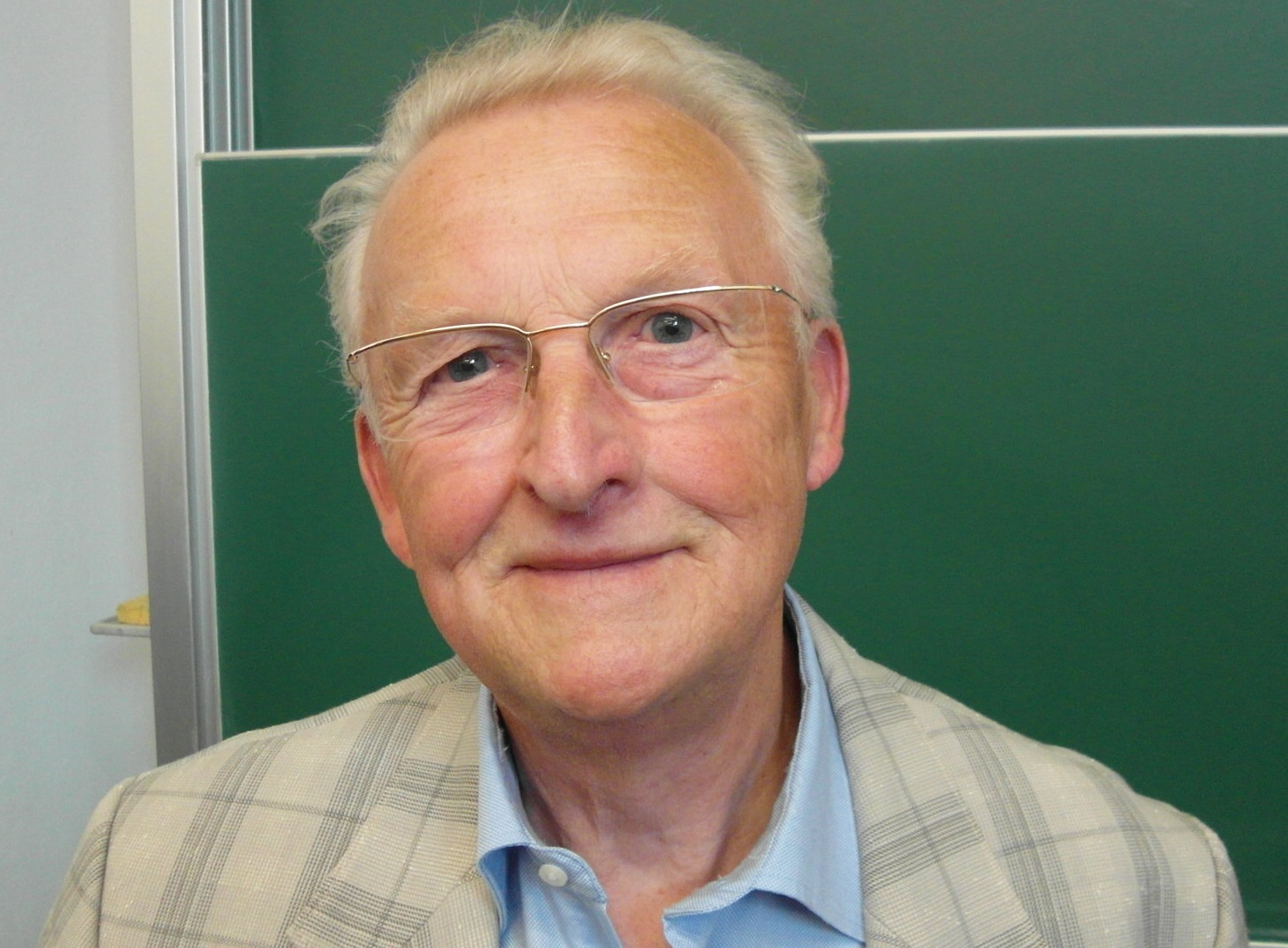
Klaus Krug (2014)

Klaus Krug (* 10. März 1941 in Trusen/Thüringen; † 21. März 2025) war ein deutscher Chemiker, Wissenschaftshistoriker und Professor. Er gehörte zu den Pionieren der Technikgeschichte für das Gebiet Verfahrenstechnik der stoffwandelnde Prozesse in Deutschland.

## Werdegang
Klaus Krug wurde in Trusen in Thüringen als Sohn des Schneiders Paul Krug und seiner Ehefrau Ida geboren und besuchte von 1947 bis 1955 die Grundschule in Trusetal. Anschließend durchlief er eine Facharbeiterausbildung zum Bergmann. Danach besuchte er die Arbeiter- und Bauernfakultät (ABF) an der Bergakademie Freiberg, wo er 1960 sein Abitur ablegte. Sein Studium führte ihn 1960 an die Technische Hochschule für Chemie Leuna-Merseburg, wo er sein Chemiestudium im Jahre 1965 mit einer Diplomarbeit bei Rolf Landsberg auf elektrodenkinetischem Gebiet als Diplom-Chemiker abschloss. Er begann unmittelbar danach seine Tätigkeit als wissenschaftlicher Assistent am Lehrstuhl für Physikalische Chemie (Leiter: Hans-Joachim Bittrich), der damals begann, eine Schule der Mischphasenthermodynamik an der TH Leuna-Merseburg ins Leben zu rufen.
Der Titel seiner 1969 auf dem Gebiet der Mischphasenthermodynamik abgeschlossenen Dissertation lautete Zur Systematik von Mischungsfunktionen binärer flüssiger Nichtelektrolytmischungen. Diese Arbeit war durch einen hohen Verallgemeinerungsgrad gekennzeichnet und fand daher breites Interesse bei Fachleuten und Studierenden. Die Fertigstellung dieser Arbeit fiel in die Zeit der Dritten Hochschulreform von 1968, was beim Abschluss des Promotionsverfahrens 1969 zu einer besonderen Situation führte. Durch diese Hochschulreform wurden die bestehenden Institute und Fakultäten vollständig aufgelöst. Es wurden neue Wissenschaftsbereiche gebildet, von denen jeweils mehrere in einer neu gegründeten Sektion unter Leitung eines Direktors zusammengefasst wurden. Weiterhin entstanden neue Direktorate und Prorektorate als Struktureinheiten. Diese zentral gesteuerte Reform wurde kurzfristig in den Sommerferien 1968 an allen Hochschulen und Universitäten der DDR vollzogen, um auf diese Weise solche kritischen Entwicklungen, wie sie sich seit Frühjahr 1968 in der Bundesrepublik vollzogen, zu kanalisieren und zu institutionalisieren.
Krug war von 1969 bis 1973 zunächst wissenschaftlicher Sekretär des Direktors für Forschung und später des Prorektors für Prognose und Wissenschaftsentwicklung (Prorektor: Wolfgang Fratzscher), die inhaltlich eng miteinander verbunden waren. Er konnte durch diese Arbeiten seinen Überblick über die Natur- und Technikwissenschaften einschließlich der Mathematik und Rechentechnik sowie der wissenschaftlichen Bibliothek erweitern und sich einen umfassenden Einblick in die Wissenschaftsorganisation verschaffen. Er befasste sich in dieser Zeit auch mit Arbeiten zu wissenschaftstheoretischen und -profilierenden Problemen.
Von 1973 bis 1979 war er als Oberassistent in die Sektion Verfahrenstechnik und speziell in den Wissenschaftsbereich Systemverfahrenstechnik / Energiewirtschaft eingebunden. Auf zentraler Ebene nahm Krug einige Jahre die Aufgaben des Sekretärs für die Hauptforschungsrichtung Verfahrenstechnik (Leitung: Wolfgang Fratzscher) im von der Akademie der Wissenschaften geleiteten Forschungsprogramm Chemie wahr. Anliegen war die Planung und Leitung der zentralfinanzierten Grundlagenforschung für alle verfahrenstechnischen Institutionen der DDR.
Bemerkenswert für die weitere Entwicklung von Krug waren seine Arbeiten zum Verhältnis der Verfahrenstechnik zur Chemischen Technologie sowie zu wissenschaftlichen Schulen im Bereich der Technikwissenschaften. Während für die Bereiche der Natur- und Geisteswissenschaften hierzu bereits Untersuchungen existierten, waren die Arbeiten von Krug die ersten wissenschaftlichen Beiträge zur Schulenbildung in den Technikwissenschaften. Da er aber kein professioneller Historiker war, ergriff er in den Jahren 1979 bis 1983 die Möglichkeit zu einem viersemestrigen Zusatzstudium an der Technischen Universität Dresden bei Rolf Sonnemann und Gisela Buchheim am Zentrum für die Geschichte der Technikwissenschaften. Diese Aspirantur schloss er mit seiner umfangreichen Habilitationsschrift Zur Entwicklungsgeschichte der Verfahrenstechnik von den Quellen bis zu ihrer Emanzipation an der TU Dresden im Jahre 1984 ab. Mit dieser Schrift machte er sich in Ost und West bekannt und wurde zu einem Pionier dieser Disziplin. Von 1983 bis 1990 wirkte er als Leiter des Bereiches Wissenschaftsgestaltung an der TH Leuna-Merseburg.
Krug wurde daher als Hochschullehrer an der TH Leuna-Merseburg berufen: 1984 zum Hochschuldozenten und 1986 zum Professor für Geschichte der Technikwissenschaften. In dieser Eigenschaft führte er seine 1979 begonnenen Vorlesungen zur allgemeinen Wissenschaftsgeschichte bis 1996 fort. Seit 1981 bis zu seinem Ruhestand 2005 hielt er Vorlesungen zur Geschichte der Technikwissenschaften / Verfahrenstechnik an der TH Leuna-Merseburg, an den Sektionen Verfahrenstechnik und Biotechnologie der TH Köthen (Anhalt) und im Zentrum für Geschichte der Technikwissenschaften der TU Dresden sowie an der Hochschule Merseburg.
Zuvor hatte er 1983 die freigewordene Stelle des Bibliotheksdirektors der TH Leuna-Merseburg übernommen. Während seines Zusatzstudiums an der TU Dresden hatte er den dortigen Bibliotheksdirektor Helmut Felke als eine interessante und anregende Persönlichkeit kennengelernt. Dieser studierte Physiker hatte in der Kernphysik gearbeitet und schließlich in der Wissenschaftsphilosophie bei Hermann Ley an der Humboldt-Universität zu Berlin promoviert und wurde als Professor auf wirtschaftswissenschaftlichem Gebiet berufen. Durch ihn wurde Krug nicht nur in viele Interna der Bibliotheksarbeit eingeführt. Beide verband die Ansicht, dass eine technikwissenschaftlich geprägte Hochschulbibliothek die Informationsstelle über die neuesten Publikationen und Erkenntnisse sein muss. Mit dieser modernen Ansicht setzten sie sich bewusst von der älteren Generation der Bibliotheksdirektoren ab, die ihre Bibliotheken häufig als Archive bibliophiler Kostbarkeiten und Erstdrucke ansahen. Diese Kontakte zu Felke prägten die Denkhaltung von Krug während seiner gesamten Zeit als Bibliotheksdirektor von 1983 bis 1993 an der TH Leuna-Merseburg und anschließend von 1993 bis zu seinem Eintritt in den Ruhestand 2005 an der Hochschule Merseburg.
Im Jahre 1984 wurde die Hochschulbibliothek Merseburg zur „zentralen Fachbibliothek der DDR für Chemie und Verfahrenstechnik“ ernannt. Damit übernahm sie die Leitfunktion für die Chemie-relevante Literatur in den Bibliotheken des Hochschulwesens, der Akademie der Wissenschaften und der Chemischen Industrie. Nach mehrjährigen Bemühungen gelang der Bibliothek im Januar 1989 als erster Hochschulbibliothek der DDR über Radio Austria der Anschluss an die Datenbanken des Fachinformationszentrums Karlsruhe. Diese Zusammenarbeit hatte zur Folge, dass die Merseburger Bibliothek kurz nach der deutschen Wiedervereinigung am 23. Oktober 1990 als erste Hochschulbibliothek aus den Neuen Bundesländern an das Wissenschaftsnetz der Alten Bundesländer geschaltet wurde.
Krug war seit 1960 mit der Teilkonstrukteurin Anita Krug, geb. Petzold verheiratet. Das Ehepaar hatte zwei Töchter und drei Enkel.

## Deutsches Chemie-Museum Merseburg
Seit 1993 war Krug der Vorsitzende des Fördervereins Sachzeugen der chemischen Industrie e. V. (SCI) an der Hochschule Merseburg, der im Jahre 1993 gegründet wurde. Der Verein SCI bezweckt die Förderung von Wissenschaft, Tradition und Zukunft in Technik und Kultur der mitteldeutschen Chemieregion durch Projekte und Maßnahmen. Er fördert insbesondere das Deutsche Chemie-Museum Merseburg (dchm), seinen Auf- und Ausbau sowie seine konzeptionelle Entwicklung und Gestaltung. Es wurde 1993 gegründet zur Darstellung der Entwicklung der chemischen Industrie der Region (traditionsreiche Großunternehmen: Leuna-Werke und Buna-Werke) anhand von Original-Anlagen, Apparaten und Ausrüstungen der chemischen Industrie. Das vom Verein „Sachzeugen der chemischen Industrie e. V. (SCI)“ geführte Museum arbeitet eng mit der Hochschule Merseburg zusammen.

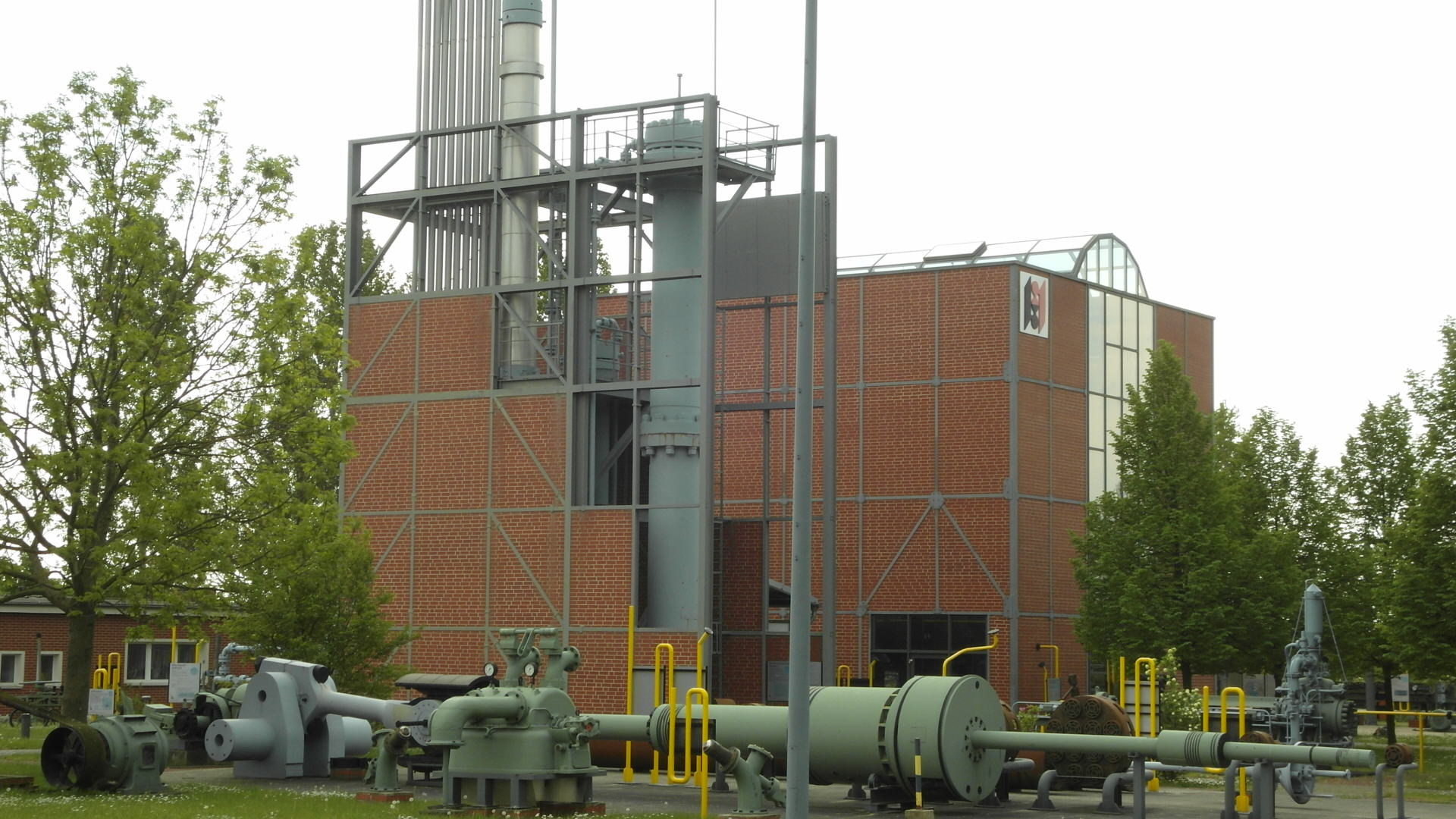
Deutsches Chemie-Museum Merseburg, Ammoniak-Synthesekammer (2014)

Die unter Leitung von Krug entstandene Sammlung besteht aus rd. 5000 Objekten, von denen in einem Technikpark mehr als 300 besichtigt werden können. Als wichtigste originale Exponate sind die Ammoniak-Synthesekammer und die zugehörige funktionsfähige Hochdruck-Umlaufpumpe anzusehen, beide aus den Anfangsjahren der großtechnischen Ammoniaksynthese seit 1917 im Leunawerk nach dem Haber-Bosch-Verfahren (später Nobelpreise für den Chemiker Fritz Haber im Jahre 1919 und den Chemiker, Techniker und Industriellen Carl Bosch im Jahre 1931).
Krug sorgte konzeptionell dafür, dass dieses Museum die Merkmale eines Science Center, eines Museums und einer Sammlung originärer Anlagen und Apparate der chemischen Industrie des 20. Jahrhunderts in einem Technikpark vereint. Seit 1996 werden im Science Center die Schülerprojekte Chemie zum Anfassen und Technik begreifen gemeinsam mit der Hochschule Merseburg realisiert. Diese Projekte sind neben dem Technikpark die zweite Säule des Museums.
Nach Übernahme der Funktion des Vorstandsvorsitzenden durch Thomas Martin, Professor an der Hochschule Merseburg, arbeitete Krug seit 2010 als Mitglied des Vorstandes im Förderverein SCI.

## Wissenschaftliche Aktivitäten
Seine wissenschaftlichen Veröffentlichungen umfassen neben rund 120 Fachvorträgen auf in- und ausländischen wissenschaftlichen Tagungen mehr als 100 Veröffentlichungen als Monographien und Sammelbände, Proceedings sowie Beiträge in Büchern und Fachzeitschriften. Hinzu kommen ca. 100 Rezensionen und Gutachten. Etwa 40 Doktorandenbelege wurden von Krug betreut sowie mehr als 150 Kolloquien organisiert und geleitet. Krug war auch am Lehrwerk Verfahrenstechnik beteiligt, das mit 30 Bänden, die teilweise in 3. und 4. Auflage erschienen, eine Gesamtauflage von über 200.000 erreichte. Krug ging im März 2005 in den Ruhestand.

## Mitarbeit in wissenschaftlichen Gremien
Krug war von 1985 bis 1990 Mitglied des Wissenschaftlichen Beirats für Wissenschaftsgeschichte beim Ministerium für Hoch- und Fachschulwesen (MHF). Zugleich war er in dieser Zeit Mitglied der nationalen Gruppe des International Committee of History of Technology (ICOHTEC).
Von 1986 bis 1990 war er Vorstandsmitglied der Fachkommission Wissenschaftsgeschichte bei der Historiker-Gesellschaft der DDR. Er gehörte von 1988 bis 1993 als Mitglied dem Rat für Wissenschaftsforschung an der Akademie der Wissenschaften der DDR an. Von 1990 bis 1993 war er Vorsitzender der Senatskommission Hochschul- und Wissenschaftsgeschichte der TH Leuna-Merseburg.
Von 1990 bis 1995 gehörte er dem Beirat des Fachinformationszentrums Karlsruhe als Mitglied an. Beim VDI Düsseldorf war er von 1993 bis 2000 Mitglied und stellvertretender Vorsitzender des Fachausschusses Wissensverarbeitung. Als Vorsitzender des Deutschen Bibliotheksverbandes, Landesverband Sachsen-Anhalt war er von 1998 bis 2001 wirksam. Von 2000 bis 2002 hatte er den Vorsitz des Beirates für wissenschaftliche Bibliotheken des Landes Sachsen-Anhalt inne. 2001 wurde Krug Mitglied der Leibniz-Sozietät der Wissenschaften zu Berlin.

## Schriften
- mit Günter Gruhn und Wolfgang Fratzscher: Einführung in die Verfahrenstechnik. Deutscher Verlag für Grundstoffindustrie, Leipzig 1979, 2. Auflage 1980, 3. Auflage 1982, 4. Auflage 1986.
- Hrsg. mit Rolf Sonnemann: Technology and technical Sciences in History. Deutscher Verlag der Wissenschaften, Berlin 1987.
- mit Heidrun Rainer und Heinz Hoffmann: Chemische Technologie für Chemieberufe. Deutscher Verlag für Grundstoffindustrie, Leipzig 1988, ISBN 3-342-00265-4.
- mit Klaus-Peter Meinicke: Unternehmerbiografien. Verlag Volk und Wissen, Berlin 1991.
- Hrsg. mit Klaus-Peter Meinicke: Wissenschafts- und Technologietransfer zwischen Industrieller und Wissenschaftlich-technischer Revolution.  Proceedings. Verlag für Geschichte der Naturwissenschaft und Technik, Stuttgart 1992.
- mit Jürgen Jankowski: Sachzeugen der chemischen Industrie Leuna-Buna-Merseburg. Merseburg 1993.
- Hrsg. mit Hans-Wilhelm Marquart: Zeitzeugenberichte – Chemische Industrie. GDCh-Monografie, Frankfurt / Main, Bd. 10: 1998, Bd. 16: 1999, Bd. 19: 2000, Bd. 22: 2000, Bd. 26: 2003, Bd. 30: 2004, Bd. 33: 2005, Bd. 38: 2007, Bd. 40: 2009, Bd. 43: 2011.
- mit Klaus-Peter Wendlandt: Museumsführer durch den Technikpark des Deutschen Chemie-Museums. Merseburg 2002, 2. Auflage 2009.
- Hrsg. mit Klaus-Peter Meinicke und Uwe Gert Müller: Industrie- und Umweltgeschichte der Region Sachsen-Anhalt. UZU-Schriftenreihe der Martin-Luther-Universität Halle-Wittenberg, Bd. 5, 2003.
- Hrsg. mit Hans-Joachim Hörig und Dieter Schnurpfeil: Zeitschrift „Merseburger Beiträge zur Geschichte der chemischen Industrie Mitteldeutschlands“. Merseburg 1986 ff.
- Zur Herausbildung der Verfahrenstechnik. In: Martin Guntau und Hubert Laitko (Hrsg.): Der Ursprung der Wissenschaften. Das Entstehen moderner wissenschaftlicher Disziplinen in der Geschichte. Akademie Verlag, Berlin 1986.
- Die preußischen Reformen und die Emanzipation der Chemisch-technologischen Disziplinen. In: G. Schubring (Hrsg.): „Einsamkeit und Freiheit“ neu besichtigt, Universitätsreformen und Disziplinbildung in Preußen als Modell für die Wissenschaftspolitik in Europa des 19. Jahrhunderts. Franz Steiner Verlag, Stuttgart 1991.
- Bewahrung von Sachzeugen der chemischen Industrie Mitteldeutschlands. In: Th. Häuseroth (Hrsg.): Technik und Wissenschaft als produktive Kräfte in der Geschichte. Rolf Sonnemann zum 70. Geburtstag. Dresden 1998.
- Technologie und Chemieingenieurwesen aus historischer Sicht. In: Gerhard Banse und Ernst-Otto Reher (Hrsg.): Allgemeine Technologie. Vergangenheit, Gegenwart, Zukunft. Sitzungsberichte der Leibniz-Sozietät der Wissenschaften zu Berlin, Band 50, Berlin 2002.
- Beitrag in: Dieter Hoffmann, Hubert Laitko und Staffan Müller-Wille (Hrsg.): Lexikon der bedeutenden Naturwissenschaftler. Elsevier, Heidelberg 2004.
- Die Entwicklung der Verfahrenstechnik zur wissenschaftlichen Disziplin. In: Wolfgang Fratzscher und Klaus-Peter Meinicke (Hrsg.): Verfahrenstechnik und Wiedervereinigung. Akademie Verlag, Berlin 1997.
- Die Hochschulbibliothek der Fachhochschule Merseburg. In: Kultusministerium des Landes Sachsen-Anhalt (Hrsg.): Hochschulbibliotheken des Landes Sachsen-Anhalt. Magdeburg 2001.
- mit Wolfgang Fratzscher: 70 Jahre Verfahrenstechnik – ein Rückblick. Chemie-Ingenieur-Technik, Jg. 70, H. 6, 1998, S. 634–646.
- Die chemische Industrie Mitteldeutschlands und das Deutsche Chemie-Museum Merseburg. Wirtschaftsspiegel special, 2003, S. 5–10.